# Platytomus yadai
Platytomus yadai är en skalbaggsart som beskrevs av Ochi, Kawahara och Inagaki 2006. Platytomus yadai ingår i släktet Platytomus och familjen Aphodiidae. Inga underarter finns listade i Catalogue of Life.